# Fristad-Gingri distrikt
Fristad-Gingri distrikt är ett distrikt i Borås kommun och Västra Götalands län. 
Distriktet ligger norr om Borås. 

## Tidigare administrativ tillhörighet
Distriktet inrättades 2016 och utgörs av socknarna Fristad och Gingri i Borås kommun
Området motsvarar den omfattning Fristad-Gingri församling hade 1999/2000 och fick 1992 när socknarnas församlingar gick samman.